# Guy Chevalier
Guy A. Chevalier (Sens, Francuska, 5. prosinca 1910.) je bivši francuski hokejaš na travi.
Na hokejaškom turniru na Olimpijskim igrama 1928. u Amsterdamu je igrao za Francusku. Igrao je na mjestu braniča. Odigrao je tri susreta. Bio je najmlađim igračem u francuskoj reprezentaciji na tom turniru. Nastupio je sa samo 17 godina.
Francuska je u ukupnom poredku dijelila 5. – 8. mjesto. U skupini je bila treća, a u odlučujućem susretu u zadnjem kolu u skupini koji je donosio susret za broncu je izgubila od Njemačke s 0:2.
Na hokejaškom turniru na Olimpijskim igrama 1936. u Berlinu je igrao za Francusku. Francuska je osvojila 4. mjesto. Odigrao je četiri susreta na mjestu braniča.
Zadnji put se na Olimpijskim igrama pojavio na olimpijskom hokejaškom turniru 1948. u Londonu. Igrao je za Francusku, koja je ispala u 1. krugu. Odigrao je dva susreta na mjestu braniča. S nepunih 38 godina je bio najstarijim igračem francuske reprezentacije.

## Vanjske poveznice
- Profil na Sports Reference.com  Arhivirana inačica izvorne stranice od 19. svibnja 2011. (Wayback Machine)